# Georges de Bourguignon
Georges Camille Marcel de Bourguignon, född 25 februari 1910 i Sint-Lambrechts-Woluwe, död 31 december 1989 i Kraainem, var en belgisk fäktare som deltog i fyra olympiska sommarspel.
Han blev olympisk bronsmedaljör i London 1948.